# ポントゥス・コマルク
スヴェン・ポントゥス・コマルク（Sven Pontus Kåmark、1969年4月5日 - ）は、スウェーデン・ヴェストマンランド県ヴェステロース出身の元同国代表サッカー選手。現役時代のポジションはディフェンダー。

## クラブ経歴
1985年にヴェステロースSK FKでキャリアをスタートさせた。その後IFKヨーテボリにて経験を積み、1995年の9月に移籍金84万ポンドでプレミアリーグに所属していたレスター・シティFCへ移籍した。加入2シーズン目にはフットボールリーグ・カップにてミドルズブラFCとの決勝にフル出場し、渡英後の初タイトル獲得に貢献した。1998-99シーズンの冬の移籍市場で母国スウェーデンのAIKソルナへ移籍し、2002シーズン終了後に古巣IFKヨーテボリで現役を引退した。

## 代表経歴
スウェーデンの世代別代表を経て、1990年2月14日、UAE代表との親善試合でスウェーデン代表デビューを飾った。デビューから4年後、自身初の大舞台にして最後となる1994 FIFAワールドカップのメンバーに登録されると、全7試合中4試合に出場し、3位入賞を経験した。その後も定期的に代表へ招集されていたが、負傷の影響でメジャー大会には出場できなかった。

## 個人成績

### 代表
試合数
- 国際Aマッチ 57試合0得点（1990年 - 2002年）

| スウェーデン代表 | 国際Aマッチ | 国際Aマッチ |
| 年               | 出場        | 得点        |
| ---------------- | ----------- | ----------- |
| 1990             | 2           | 0           |
| 1992             | 1           | 0           |
| 1993             | 4           | 0           |
| 1994             | 12          | 0           |
| 1995             | 9           | 0           |
| 1997             | 6           | 0           |
| 1998             | 5           | 0           |
| 1999             | 10          | 0           |
| 2000             | 4           | 0           |
| 2001             | 3           | 0           |
| 2002             | 1           | 0           |
| 通算             | 57          | 0           |

## タイトル

### クラブ
IFKヨーテボリ
- アルスヴェンスカン : 5回 (1990, 1991, 1993, 1994, 1995)
- スウェーデンカップ : 1回 (1991)

レスター・シティFC
- フットボールリーグ・カップ : 1回 (1996-97)